# KAV Mansfelder Land
Der KAV Mansfelder Land, offiziell Kampfsport-Athletik-Verein Mansfelder Land e.V., ist ein Ringerverein aus der Lutherstadt Eisleben in Sachsen-Anhalt.
In Eisleben wurde 1914 der erste Ringerverein gegründet, der bis 1945 bestand. Nach dem Zweiten Weltkrieg bildeten die Ringer eine Sektion bei der BSG Mansfeld Kombinat Eisleben. 1990 wurde der Eisleber Ringerclub Olympia gegründet, aus dem 1993 der KAV Mansfeld entstand.
2010 stieg der KAV in die 2. Bundesliga auf. Nach einem 3. Platz 2011/12 stieg der Verein 2012/13 als Vizemeister der Nordstaffel in die 1. Bundesliga auf. Dort schaffte die Mannschaft in der ersten Saison den Klassenerhalt. Insgesamt konnte sich die Mannschaft drei Jahre in der 1. Bundesliga halten, bevor sie in die 2. Bundesliga absteigen. Nach der Saison 2016/17 entschieden sie sich zur neuen Saison der Deutschen Ringerliga beizutreten, wo sie unter dem Namen KAV Eisleben antreten. Die zweite Mannschaft des Vereins tritt als KAV Mansfelder Land II in der Landesliga Sachsen-Anhalt an.

## Saisonplatzierungen
| Platzierungen seit 2008 | Platzierungen seit 2008 | Platzierungen seit 2008        | Platzierungen seit 2008 | Platzierungen seit 2008 |
| ----------------------- | ----------------------- | ------------------------------ | ----------------------- | ----------------------- |
| 2008/09                 | 3. Liga                 | Regionalliga Mitteldeutschland | 6. Platz (von 9)        |                         |
| 2009/10                 | 3. Liga                 | Regionalliga Mitteldeutschland | 1. Platz (von 7)        | Aufstieg                |
| 2010/11                 | 2. Liga                 | 2. Bundesliga Nord             | 6. Platz (von 9)        |                         |
| 2011/12                 | 2. Liga                 | 2. Bundesliga Nord             | 3. Platz (von 10)       |                         |
| 2012/13                 | 2. Liga                 | 2. Bundesliga Nord             | 2. Platz (von 9)        | Aufstieg                |
| 2013/14                 | 1. Liga                 | 1. Bundesliga Nord             | 8. Platz (von 9)        |                         |
| 2014/15                 | 1. Liga                 | 1. Bundesliga Nord             | 5. Platz (von 7)        |                         |
| 2015/16                 | 1. Liga                 | 1. Bundesliga Nord             | 6. Platz (von 6)        | Abstieg                 |
| 2016/17                 | 2. Liga                 | 2. Bundesliga Ost              | 4. Platz (von 10)       |                         |